# Kuchmistrz wielki koronny
Kuchmistrz wielki koronny (łac. magister culinae Regni) – urząd dworski Korony I Rzeczypospolitej.
Do jego kompetencji należał zarząd kuchni króla. Pod jego opieką pozostawał sprzęt kuchenny. W czasie uczt asystował władcy, zapowiadając podawane potrawy.
Według opisu uczty Zygmunta III Wazy w 1595 roku: każdą potrawę podawał najpierw kuchmistrz koronny krajczemu z ukłonami, potem krajczy stolnikowi koronnemu, ten dopiero maczał kawałeczek chleba w potrawie, przykładał chleb ten do języka, na koniec rzucał go w stojący blisko duży kosz srebrny.